# Concerto for Group and Orchestra
Concerto for Group and Orchestra (в переводе с англ. — «Концерт для группы с оркестром») — концертный альбом британской рок-группы Deep Purple, записанный вместе с Королевским филармоническим оркестром. Одна из первых попыток гармонично соединить классическую музыку и рок-музыку в одном произведении. Вышел в США в декабре 1969 года, а в Великобритании в январе 1970 года.

## История создания
К моменту образования второго состава Deep Purple в группе существовало противостояние между арт-роковыми амбициями Джона Лорда и хард-роковыми Ричи Блэкмора. Лорд рассматривал возможность создания произведения, которое соединит в себе черты классической и рок-музыки. Менеджер Deep Purple Тони Эдвардс решает пойти ва-банк и резервирует Альберт-Холл на 24 сентября, оставив Джону Лорду около полугода на написание партитуры.
Тем временем Лорду необыкновенно повезло. Издатель Deep Purple, Бен Нисбет, оказался другом Малькольма Арнольда и предложил тому дирижировать Concerto. Арнольд встретился с Лордом в гостиничном номере и просмотрел несколько страниц партитуры.
Из интервью Джона Лорда: В этом году [2009] «Концерту…» исполняется 40 лет. Как вы относитесь к этой работе? На ваш взгляд, чего в ней больше — классической музыки или рока?
Ну, конечно, это не классика, это гибрид, если хотите, внебрачный сын симфонической и рок-музыки. (Смеётся.) Она была написана 40 лет назад, тогда мне казалось, что настал момент, когда я могу сказать, что именно это является моей музыкой. Она шла из сердца, и было не важно, как её назвать, значение имел диалог между сердцами композитора и аудитории. И эта мысль не менее сильна и актуальна сегодня. Моё послание звучит очень просто: будьте открыты услышать, понять и почувствовать что-то новое.
Иэн Гиллан, из интервью 2011 года:
Джон Лорд написал Concerto for Group and Orchestra о противоборстве двух сильнейших созданий: классического симфонического оркестра и молодой, агрессивной рок-группы. Одно бросало вызов другому, поэтому начало концерта такое воинственное. Во второй части стороны берут передышку и начинают понимать друг друга. А в кульминации — уважение и гармония.
Ричи Блэкмор впоследствии жутко завидовал Лорду, что подобная идея пришла в голову не ему, однако позднее он заявил, что «не уважает тот факт, что мы это делаем», и нашел весь этот опыт как «одно большое бедствие на сцене».

## Список композиций

### Оригинальное виниловое издание

#### Сторона «А»
1. «First Movement: Moderato — Allegro» (Лорд)
2. «Second Movement: Andante Part 1» (Лорд, Гиллан (слова))

#### Сторона «Б»
1. «Second Movement: Andante Conclusion» (Лорд, Гиллан (слова))
2. «Third Movement: Vivace — Presto» (Лорд)

| №  | Название                                         | Автор(ы)                            | Длительность |
| -- | ------------------------------------------------ | ----------------------------------- | ------------ |
| 1. | «Intro»                                          |                                     | 3:27         |
| 2. | «Hush»                                           | Джо Саут                            | 4:40         |
| 3. | «Wring That Neck»                                | Блэкмор, Лорд, Симпер, Пейс         | 13:23        |
| 4. | «Child In Time»                                  | Блэкмор, Гиллан, Гловер, Лорд, Пейс | 12:02        |
| 5. | «First Movement: Moderato — Allegro»             | Лорд                                | 19:21        |
| 6. | «Second Movement: Andante»                       | Лорд, Гиллан (слова)                | 19:11        |
| 7. | «Third Movement: Vivace — Presto»                | Лорд                                | 13:08        |
| 8. | «Encore: Third Movement: Vivace - Presto (Part)» | Лорд                                | 5:52         |

## Видеоверсия
1. «First Movement: Moderato — Allegro»
2. «Second Movement: Andante»
3. «Third Movement: Vivace — Presto»

Первая и третья части сокращены: в первой вырезан фрагмент вступления оркестра, а в третьей укорочено соло барабанщика.

## Участники записи
- Иэн Гиллан — вокал
- Ричи Блэкмор — гитара
- Джон Лорд — клавишные
- Роджер Гловер — бас-гитара
- Иэн Пейс — ударные